# 1964 en astronautique
Chronologie de l'astronautique
- 1960
- 1961
- 1962
- 1963
- 1964
- 1965
- 1966
- 1967
- 1968

Cette page présente un récapitulatif des événements qui se sont produits pendant l'année 1964 dans le domaine de l'astronautique.
Consulter la chronologie de 1963, 1965, des autres années

## Synthèse de l'année 1964

### Sondes spatiales

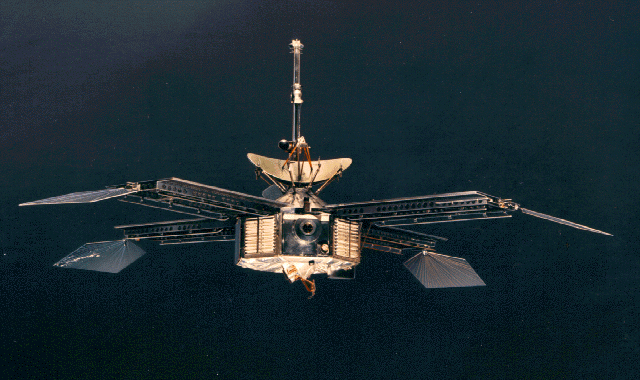
Maquette de la sonde spatiale Mariner 4 lancée en décembre qui effectua le premier survol réussi de Mars
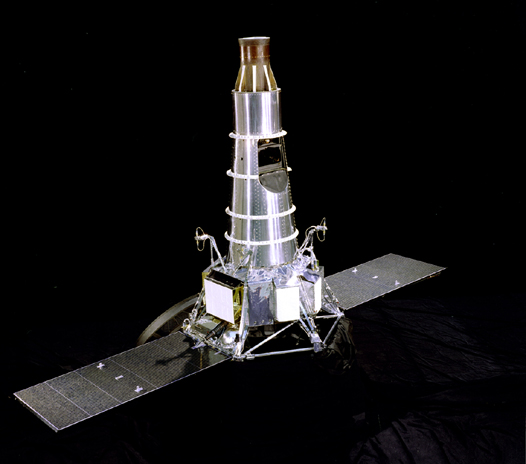
Maquette du satellite Ranger 7 qui parvient à prendre des photos de la Lune avant de s'écraser le 31 juillet
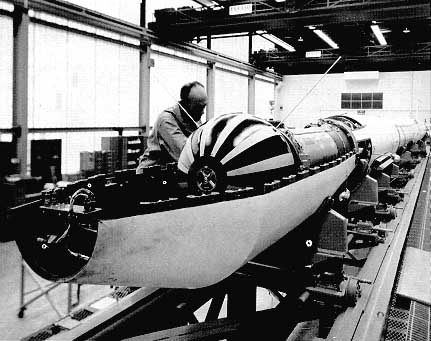
San Marco 1 premier satellite italien avec son lanceur Scout.

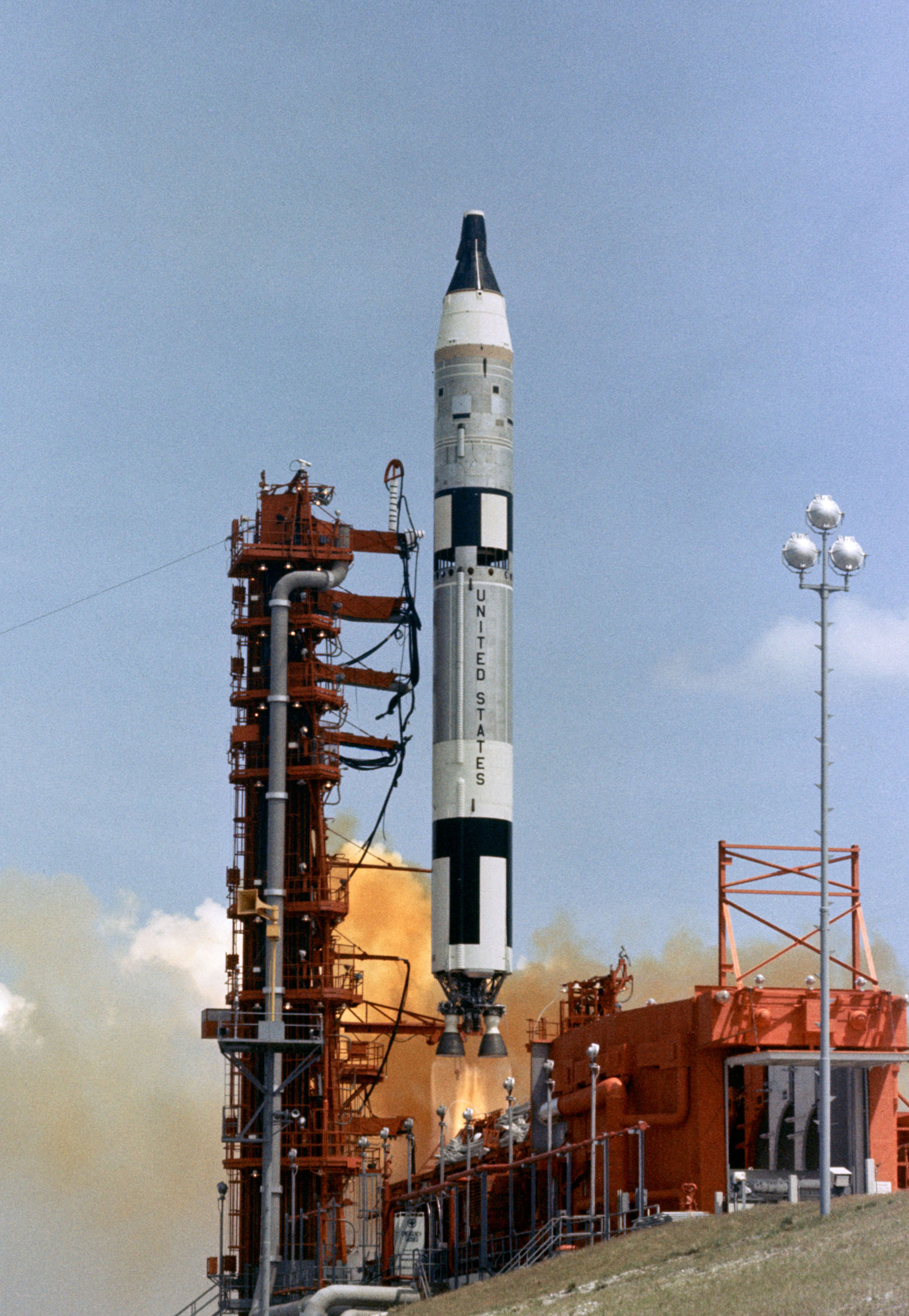
Gemini 1 premier vol du programme Gemini.

## Chronologie

### Janvier
| Date       | Lanceur             | Base de lancement | Type                           | Charge utile                        | Notes                                                    |
| 11 janvier | Thor SLV2A-Agena D  | Vandenberg        | Orbite basse                   | Poppy 3, SOLRAD 7A, GGSE-1, SECOR-1 | Satellite écoute électronique (Poppy) , Géodésie (SECOR) |
| 19 janvier | Thor-Agena D        | Vandenberg        | Orbite polaire                 | DMSP-3A F1, DMSP-3A F2              | Satellites météorologiques militaires                    |
| 21 janvier | Delta-B             | Cape Canaveral    | Orbite moyenne                 | Relay 2                             | Satellite de télécommunications.                         |
| 25 janvier | Thor SLV2A-Agena-B  | Vandenberg        | Orbite basse                   | Echo 2                              | Satellite de télécommunications passif                   |
| 29 janvier | Saturn I            | Cape Canaveral    | Orbite basse                   | Test                                | Premier vol orbital du lanceur.                          |
| 30 janvier | Vostok-K            | Baïkonour         | Orbite moyenne et Orbite haute | Elektron-1 Elektron-2               | Étude du rayonnement spatial.                            |
| 30 janvier | Atlas LV3-A Agena B | Cape Canaveral    | Orbite haute                   | Ranger 6                            | Impacte comme prévu la Lune mais défaillance des caméras |

### Février
| Date       | Lanceur       | Base de lancement | Type                  | Charge utile    | Notes                                                   |
| 15 février | Thor-Agena D  | Vandenberg        | Orbite basse          | KH-4A           | Satellite de reconnaissance optique.                    |
| 19 février | Molnia        | Baïkonour         | Orbite héliocentrique | Venera 3MV-1A   | Sonde spatiale vénusienne. Échec du lancement.          |
| 25 février | Cosmos-2      | Kapoustine Iar    | Orbite basse          | DS-P1 Cosmos 25 | Satellite technologique. Cible radar.                   |
| 25 février | Atlas-Agena D | Vandenberg        | Orbite basse          | KH-7            | Satellite de reconnaissance optique.                    |
| 28 février | Thor-Agena B  | Vandenberg        | Orbite polaire        | Samos-F 3-1     | Satellite de renseignement d'origine électromagnétique. |

### Mars
| Date    | Lanceur       | Base de lancement | Type                  | Charge utile            | Notes                                                   |
| 11 mars | Atlas-Agena D | Vandenberg        | Orbite basse          | KH-7                    | Satellite de reconnaissance optique                     |
| 18 mars | Cosmos-2      | Kapoustine Iar    | Orbite basse          | DS-MG 1 Cosmos 26       | Satellite technologique.                                |
| 19 mars | Delta-B       | Cape Canaveral    | Orbite basse          | BE-A                    | Etude de l'ionosphère. Échec du lancement.              |
| 21 mars | Molnia M      | Baïkonour         | Orbite haute          | Luna E-6                | Sonde spatiale lunaire. Échec du lancement.             |
| 24 mars | Thor-Agena D  | Vandenberg        | Orbite basse          | KH-4A                   | Satellite de reconnaissance optique. Echec du lancement |
| 27 mars | Molnia-M      | Baïkonour         | Orbite héliocentrique | Venera 3MV-1 Csosmos 27 | Sonde spatiale vénusienne. Échec du lancement.          |
| 27 mars | Scout X-3     | Wallops Island    | Orbite moyenne        | Ariel 2                 | Étude du rayonnement d'origine galactique.              |

### Avril
| Date     | Lanceur       | Base de lancement           | Type                  | Charge utile                | Notes |
| 2 avril  | Molnia-M      | Baïkonour                   | Orbite héliocentrique | Zond 1 Venera 3MV-1         | Sonde spatiale vénusienne. Défaillance de la sonde spatiale.                                                           |
| 4 avril  | Vostok-2      | Baïkonour                   | Orbite basse          | Zenit-2 16                  | Satellite de reconnaissance.                                                                                           |
| 8 avril  | Titan-II GLV  | Cape Canaveral              | Orbite basse          | Gemini 1                    | Test du lanceur du programme Gemini sans équipage.                                                                     |
| 12 avril | Polyot 2      | Baïkonour                   | Orbite basse          | Polyot-2                    | Satellite anti-satellite (test), prototype des IS.                                                                     |
| 20 avril | Molnia M      | Baïkonour                   | Orbite haute          | Luna E-6                    | Sonde spatiale lunaire. Échec du lanceur.                                                                              |
| 21 avril | Thor-Ablestar | Vandenberg (Point Arguello) | Orbite basse          | Transit 5BN-3, Transit 5E-4 | Satellite de navigation. Défaillance du lanceur. 5BN-3 transporte un Générateur thermoélectrique à radioisotope SNAP-9 |
| 23 avril | Atlas-Agena D | Vandenberg (Point Arguello) | Orbite basse          | KH-7                        | Satellite de reconnaissance optique.                                                                                   |
| 25 avril | Vostok-2      | Baïkonour                   | Orbite basse          | Zenit-2 19 Cosmos 29        | Satellite de reconnaissance.                                                                                           |
| 27 avril | Thor-Agena D  | Vandenberg                  | Orbite basse          | KH-4A                       | Satellite de reconnaissance optique. Les films n'ont pu être récupérés.                                                |

-

### Mai
| Date   | Lanceur              | Base de lancement           | Type         | Charge utile                | Notes                                |
| 18 mai | Vostok-2             | Baïkonour                   | Orbite basse | Zenit-2 20 Cosmos 30        | Satellite de reconnaissance.         |
| 19 mai | Atlas LV-3A -Agena D | Vandenberg (Point Arguello) | Orbite basse | KH-7                        | Satellite de reconnaissance optique. |
| 28 mai | Saturn I             | Cape Canaveral              | Orbite basse | Maquette du vaisseau Apollo |                                      |

### Juin
| Date    | Lanceur              | Base de lancement           | Type                   | Charge utile             | Notes                                            |
| 4 juin  | Scout X-4            | Vandenberg (Point Arguello) | Orbite basse           | Transit (satellite) 5C-1 | Satellite de navigation                          |
| 4 juin  | Thor-Agena D         | Vandenberg                  | Orbite basse           | KH-4A                    | Satellite de reconnaissance optique.             |
| 4 juin  | Molnia               | Baïkonour                   | Orbite haute           | Molnia-1                 | Echec lancement. Satellite de télécommunications |
| 6 juin  | Cosmos-2             | Kapoustine Iar              | Orbite basse           | DS-MT 2 Cosmos 31        | Satellite technologique.                         |
| 10 juin | Vostok-2             | Baïkonour                   | Orbite basse           | Zenit-2 18 Cosmos 32     | Satellite de reconnaissance.                     |
| 13 juin | Thor-Agena D         | Vandenberg                  | Orbite basse           | KH-5                     | Satellite de reconnaissance optique.             |
| 18 juin | Thor-Agena D         | Vandenberg                  | Orbite polaire         | DMSP-3A F3, DMSP-3A F4   | Satellites météorologiques militaires            |
| 19 juin | Thor-Agena D         | Vandenberg                  | Orbite basse           | KH-4A                    | Satellite de reconnaissance optique.             |
| 23 juin | Vostok-2             | Baïkonour                   | Orbite basse           | Zenit-2 20 Cosmos 33     | Satellite de reconnaissance.                     |
| 25 juin | Scout X-3            | Vandenberg (Point Arguello) | Orbite basse           | ESRS                     | Étude environnement. Échec du lancement          |
| 30 juin | Atlas-LV3C Centaur C | Cape Canaveral              | Orbite géostationnaire | Test                     | Premier vol du lanceur. Echec                    |

### Juillet
| Date        | Lanceur              | Base de lancement           | Type                           | Charge utile                           | Notes                                                              |
| 1er juillet | Vostok               | Baïkonour                   | Orbite basse                   | Zenit-4 3 Cosmos 34                    | Satellite de reconnaissance.                                       |
| 2 juillet   | Thor-Agena B         | Vandenberg                  | Orbite polaire                 | Samos-F 3-2                            | Satellite de renseignement d'origine électromagnétique.            |
| 6 juillet   | Atlas LV-3A -Agena D | Vandenberg (Point Arguello) | Orbite basse                   | KH-7                                   | Satellite de reconnaissance optique.                               |
| 10 juillet  | Vostok-K             | Baïkonour                   | Orbite moyenne et Orbite haute | Elektron-3 Elektron-4                  | Étude du rayonnement spatial. Dernier vol de la version Vostok K   |
| 10 juillet  | Thor-Agena D         | Vandenberg                  | Orbite basse                   | KH-4A                                  | Satellite de reconnaissance optique.                               |
| 15 juillet  | Vostok-2             | Baïkonour                   | Orbite basse                   | Zenit-2 21 Cosmos 35                   | Satellite de reconnaissance.                                       |
| 17 juillet  | Atlas-LV3C Centaur C | Cape Canaveral              | Orbite haute                   | Vela (satellite) 2A et VELA 2B, ERS-13 | Détection explosions nucléaires (Vela), étude des particules (ERS) |
| 28 juillet  | Atlas LV3-A Agena B  | Cape Canaveral              | Orbite haute                   | Ranger 7                               | Impacte comme prévu la Lune                                        |
| 30 juillet  | Cosmos-2             | Kapoustine Iar              | Orbite basse                   | DS-P1 Yu-1 Cosmos 36                   | Cible radar.                                                       |

### Aout
| Date    | Lanceur              | Base de lancement           | Type                | Charge utile                                               | Notes                                                                              |
| 5 août  | Thor-Agena D         | Vandenberg                  | Orbite basse        | KH-4A                                                      | Satellite de reconnaissance optique.                                               |
| 14 août | Vostok-2             | Baïkonour                   | Orbite basse        | Zenit-2 22 Cosmos 37                                       | Satellite de reconnaissance.                                                       |
| 14 août | Atlas SLV-3 -Agena D | Vandenberg (Point Arguello) | Orbite basse        | KH-7                                                       | Satellite de reconnaissance optique.                                               |
| 18 août | Cosmos-1             | Baïkonour                   | Orbite basse        | Strela 1/Cosmos 38, Strela 2/Cosmos 39, Strela 3/Cosmos 40 | Satellite de télécommunications                                                    |
| 19 août | Delta-D              | Cape Canaveral              | Orbite géosynchrone | Syncom 3                                                   | Satellite de télécommunications. Premier vol de la Delta D                         |
| 21 août | Thor SLV-2A-Agena D  | Vandenberg                  | Orbite basse        | KH-5                                                       | Satellite de reconnaissance optique.                                               |
| 22 août | Molnia               | Baïkonour                   | Orbite haute        | Molnia-1 Cosmos 41                                         | Satellite ne parvient pas à déployer ses antennes. Satellite de télécommunications |
| 22 août | Cosmos-2             | Baïkonour                   | Orbite basse        | Strela 4/Cosmos 42, Strela 5/Cosmos 43                     | Satellite de télécommunications                                                    |
| 25 août | Scout X-4            | Vandenberg                  | Orbite basse        | Explorer 20                                                | Etude de l'ionosphère                                                              |
| 28 août | Thor SLV-2A-Agena D  | Vandenberg                  | Orbite basse        | Nimbus-1                                                   | Satellite météorologique. Orbite plus basse que prévu                              |
| 28 août | Vostok-2M            | Baïkonour                   | Orbite basse        | Meteor 1 Cosmos 44                                         | Satellite météorologique                                                           |

### Septembre
| Date          | Lanceur               | Base de lancement           | Type         | Charge utile                | Notes                                                    |
| 1er septembre | TitanIIIA             | Cape Canaveral              | Orbite basse | Drapeau des États-Unis      | Premier vol du lanceur. Vol de test. Echec.              |
| 5 septembre   | Atlas LV-3A -Agena B  | Cape Canaveral              | Orbite basse | OGO-1                       | Etude de la magnétosphère. Panne partielle du satellite. |
| 13 septembre  | Vostok                | Baïkonour                   | Orbite basse | Zenit-4 4 Cosmos 45         | Satellite de reconnaissance.                             |
| 14 septembre  | Atlas SLV-2A -Agena D | Vandenberg                  | Orbite basse | KH-4A                       | Satellite de reconnaissance optique.                     |
| 18 septembre  | Saturn I              | Cape Canaveral              | Orbite basse | Maquette du vaisseau Apollo |                                                          |
| 23 septembre  | Atlas SLV-3 -Agena D  | Vandenberg (Point Arguello) | Orbite basse | KH-7                        | Satellite de reconnaissance optique.                     |
| 24 septembre  | Vostok-2              | Baïkonour                   | Orbite basse | Zenit-2 23 Cosmos 46        | Satellite de reconnaissance.                             |

### Octobre
| Date       | Lanceur               | Base de lancement           | Type         | Charge utile                                | Notes                                                                          |
| 4 octobre  | Delta-C               | Cape Canaveral              | Orbite haute | Explorer 21                                 | Étude de la magnétosphère. Orbite plus basse que celle visée                   |
| 5 octobre  | Atlas SLV-2A -Agena D | Vandenberg                  | Orbite basse | KH-4A                                       | Satellite de reconnaissance optique.                                           |
| 9 octobre  | Voskhod               | Baïkonour                   | Orbite basse | Voskhod 3KV Cosmos 47                       | Test du vaisseau du programme Voskhod                                          |
| 6 octobre  | Thor-Ablestar         | Vandenberg                  | Orbite basse | Transit O-1/NNS, Dragsphere 1, Dragsphere 2 | Satellite de navigation. (Transit)                                             |
| 8 octobre  | Atlas SLV-3 -Agena D  | Vandenberg (Point Arguello) | Orbite basse | KH-7                                        | Satellite de reconnaissance optique. Echec du lancement                        |
| 10 octobre | Scout X-4             | Vandenberg                  | Orbite basse | Explorer 22                                 | Etude de l'ionosphère, géodésie                                                |
| 12 octobre | Voskhod               | Baïkonour                   | Orbite basse | Voskhod 1                                   | Premier vol du vaisseau Voskhod. Premier vol d'un équipage de trois personnes. |
| 14 octobre | Vostok-2              | Baïkonour                   | Orbite basse | Zenit-2 24 Cosmos 48                        | Satellite de reconnaissance.                                                   |
| 17 octobre | Atlas SLV-2A -Agena D | Vandenberg                  | Orbite basse | KH-4A                                       | Satellite de reconnaissance optique.                                           |
| 23 octobre | Cosmos-2              | Baïkonour                   | Orbite basse | Strela-1 6, Strela-1 7, Strela-1 8          | Satellite de télécommunications. Echec du lancement.                           |
| 23 octobre | Atlas SLV-3 -Agena D  | Vandenberg (Point Arguello) | Orbite basse | KH-7                                        | Satellite de reconnaissance optique.                                           |
| 24 octobre | Cosmos-2I             | Kapoustine Iar              | Orbite basse | DG-MG 2 Cosmos 49                           | Satellite technologique.                                                       |
| 28 octobre | Vostok-2              | Baïkonour                   | Orbite basse | Zenit-2 26 Cosmos 50                        | Satellite de reconnaissance.                                                   |

### Novembre
| Date        | Lanceur               | Base de lancement | Type                  | Charge utile             | Notes                                                                                                   |
| 2 novembre  | Atlas SLV-2A -Agena D | Vandenberg        | Orbite basse          | KH-4A                    | Satellite de reconnaissance optique.                                                                    |
| 4 novembre  | Thor SLV-2A -Agena D  | Vandenberg        | Orbite polaire        | Samos-F 3-3              | Satellite de renseignement d'origine électromagnétique.                                                 |
| 5 novembre  | Atlas LV-3A -Agena D  | Cape Canaveral    | Orbite héliocentrique | Mariner 3                | Sonde spatiale martienne. Echec du lancement.                                                           |
| 6 novembre  | Scout X-4             | Wallops Island    | Orbite moyenne        | Explorer 23              | Technologie. Etude des micrométéorites.                                                                 |
| 18 novembre | Atlas SLV-2A -Agena D | Vandenberg        | Orbite basse          | KH-4A                    | Satellite de reconnaissance optique.                                                                    |
| 21 novembre | Scout X-4             | Vandenberg        | Orbite basse          | Explorer 24, Explorer 25 | Etude de l'ionosphère, géodésie                                                                         |
| 28 novembre | Atlas LV-3A -Agena D  | Cape Canaveral    | Orbite héliocentrique | Mariner 3                | Sonde spatiale martienne. Première sonde à réussir le survol de Mars en juillet 1965                    |
| 30 novembre | Molnia                | Baïkonour         | Orbite héliocentrique | Zond 2 Venera 3MV-1      | Sonde spatiale martienne. Liaison radio perdue avant que la sonde spatiale effectue son survol de Mars. |

### Décembre
| Date         | Lanceur               | Base de lancement | Type           | Charge utile                                   | Notes                                                                                  |
| 1er décembre | Cosmos-2I             | Kapoustine Iar    | Orbite basse   | DS-2 2                                         | Satellite technologique.                                                               |
| 4 décembre   | Atlas SLV-3 -Agena D  | Vandenberg        | Orbite basse   | KH-7                                           | Satellite de reconnaissance optique.                                                   |
| 9 décembre   | Cosmos-2I             | Kapoustine Iar    | Orbite basse   | DS-MT 3                                        | Satellite technologique.                                                               |
| 10 décembre  | TitanIIIA             | Cape Canaveral    | Orbite basse   | Drapeau des États-Unis                         | Premier vol du lanceur. Vol de test.                                                   |
| 11 décembre  | Atlas-LV3C Centaur C  | Cape Canaveral    | Orbite moyenne | Maquette de la sonde spatiale lunaire Surveyor | Vol de test. L'étage Centaur ne parvient pas à redémarrer. Orbite plus basse que prévu |
| 13 décembre  | Thor DSV-2A -Ablestar | Vandenberg        | Orbite basse   | Transit O-2/NNS, Transit 5E-5                  | Satellites de navigation.                                                              |
| 15 décembre  | Scout X-4             | Wallops Island    | Orbite basse   | San Marco 1                                    | Technologie. Étude de la densité de l'atmosphère. Premier satellite italien.           |
| 19 décembre  | Atlas SLV-2A -Agena D | Vandenberg        | Orbite basse   | KH-4A                                          | Satellite de reconnaissance optique.                                                   |
| 21 décembre  | Delta-C               | Cape Canaveral    | Orbite moyenne | Explorer 26                                    | Étude de la magnétosphère.                                                             |
| 19 décembre  | Atlas SLV-2A -Agena D | Vandenberg        | Orbite basse   | Quill                                          | Satellite imageur radar militaire expérimental.                                        |

## Synthèse des vols orbitaux

### Par pays
| Pays             | Lancements | Succès | Échecs | Échecs partiels | Remarques |
| ---------------- | ---------- | ------ | ------ | --------------- | --------- |
| Union soviétique | 36         | 29     | 7      | 0               |           |
| États-Unis       | 64         | 53     | 8      | 3               |           |

### Par lanceur
| Lanceur                     | Pays             | Lancements | Succès | Échecs | Échecs partiels | Remarques                                          |
| --------------------------- | ---------------- | ---------- | ------ | ------ | --------------- | -------------------------------------------------- |
| Atlas LV-3A Agena B et D    | États-Unis       | 12         | 11     | 1      |                 |                                                    |
| Mercury Atlas-SLV-3 Agena D | États-Unis       | 4          | 3      | -1     |                 | Premier vol de ce modèle                           |
| Atlas-LV3C Centaur C        | États-Unis       | 2          | 0      | 1      | 1               | Premier vol de ce modèle                           |
| Cosmos 1 et 2               | Union soviétique | 10         | 8      | 2      |                 |                                                    |
| Delta B, C et D             | États-Unis       | 5          | 3      | 1      | 1               | Dernier vol du modèle B et premier vol du modèle D |
| Molnia et M                 | Union soviétique | 8          | 3      | 5      |                 | premier vol du modèle M                            |
| Polyot                      | Union soviétique | 1          | 1      |        |                 | Dernier vol                                        |
| Scout X-3 et X-4            | États-Unis       | 8          | 7      | 1      |                 | Dernier vol du modèle X-3                          |
| Saturn I                    | États-Unis       | 3          | 3      |        |                 | Premier vol orbital                                |
| Titan II GLV                | États-Unis       | 1          | 1      |        |                 | Premier vol                                        |
| Titan III A                 | États-Unis       | 2          | 1      | 1      |                 | Premier vol                                        |
| Thor Ablestar               | États-Unis       | 3          | 2      | 1      |                 |                                                    |
| Thor Agena B et D           | États-Unis       | 24         | 22     | 1      | 1               |                                                    |
| Vostok K, 2 et 2M           | Union soviétique | 12         | 12     |        |                 | Dernier vol du modèle K, premier vol du modèle 2M  |
| Voskhod                     | Union soviétique | 5          | 5      |        |                 |                                                    |

### Par type d'orbite
| Orbite              | Lancements | Succès | Échecs | Orbite atteinte involontairement | Remarques |
| ------------------- | ---------- | ------ | ------ | -------------------------------- | --------- |
| Basse               | 77         | 68     | 8      | 2                                |           |
| Moyenne             | 4          | 3      | 1      |                                  |           |
| Haute               | 11         | 8      | 3      |                                  |           |
| Orbite géosynchrone | 2          | 1      | 1      |                                  |           |
| héliocentrique      | 6          | 4      | 2      |                                  |           |

## Survols et contacts planétaires
| Date       | Sonde spatiale | Événement                      | Remarque                                                            |
| ---------- | -------------- | ------------------------------ | ------------------------------------------------------------------- |
| 2 février  | Ranger 6       | Impact à la surface de la Lune | Impact dans la Mer de la Tranquillité. Aucun image n'est transmise. |
| 14 juillet | Zond 1         | Survol de Vénus                | Distance 103 000 km. Communications interrompues avant le survol.   |
| 31 juillet | Ranger 7       | Impact à la surface de la Lune | Impact dans la Mer des Nuages. 4 308 photos transmises.             |